# Edmundo López
Edmundo J. López Ortega (ur. 13 sierpnia 1935) – wenezuelski szermierz. Reprezentant kraju podczas igrzysk olimpijskich w Helsinkach, uczestniczył w turnieju indywidualnym i drużynowym szablistów. We wszystkich turniejach odpadł w pierwszej rundzie.